# لوتشيانو راتينهو
لوتشيانو راتينهو (بالبرتغالية: Luciano Ferreira Gabriel‏) هو لاعب كرة قدم برازيلي في مركز الوسط، ولد في 18 أكتوبر 1979 في ريبيراو بريتو في البرازيل. لعب مع بورتوغيزا سانتيستا وشاندونغ لونينغ وغريميو بورتو أليغرينزي ونادي أمريكا ونادي أنابولينا ونادي بوتافوغو اس بي ونادي بيرا مار ونادي جوفنتودي ونادي شابيكوينسي ونادي فيلا نوفا ونادي كورينثيانز.

## وصلات خارجية
- لوتشيانو راتينهو على موقع دوري كوريا الجنوبية (الإنجليزية)
- لوتشيانو راتينهو على موقع قاعدة بيانات كرة القدم.إي يو (الإنجليزية)